# Ochropleura immaculata
Ochropleura immaculata là một loài bướm đêm trong họ Noctuidae.